# Molophilus (Molophilus) politonigrus
Molophilus (Molophilus) politonigrus is een tweevleugelige uit de familie steltmuggen (Limoniidae). De soort komt voor in het Palearctisch gebied.